# Millena (kommunhuvudort)
Millena är en kommunhuvudort i Spanien.   Den ligger i provinsen Provincia de Alicante och regionen Valencia, i den östra delen av landet, 300 km sydost om huvudstaden Madrid. Millena ligger 645 meter över havet och antalet invånare är 173.
Terrängen runt Millena är kuperad. Runt Millena är det glesbefolkat, med 8 invånare per kvadratkilometer. Närmaste större samhälle är Alcoy, 10,1 km väster om Millena. 